# Sauroglossum sellilabre
Sauroglossum sellilabre là một loài thực vật có hoa trong họ Lan. Loài này được (Griseb.) Schltr. miêu tả khoa học đầu tiên năm 1920.